# La Godivelle
La Godivelle ist eine französische Gemeinde mit 17 Einwohnern (Stand 1. Januar 2022) im Département Puy-de-Dôme in der Region Auvergne-Rhône-Alpes (vor 2016 Auvergne). Sie gehört zum Arrondissement Issoire und zum Kanton Brassac-les-Mines (bis 2015 Ardes).

## Geografie
La Godivelle liegt etwa 38 Kilometer südwestlich von Issoire am Ostabhang des Zentralmassivs. La Godivelle wird umgeben von den Nachbargemeinden Compains im Norden, Saint-Alyre-ès-Montagne im Osten, Montgreleix im Süden sowie Espinchal im Westen.

## Bevölkerungsentwicklung
| Jahr                       | 1962 | 1968 | 1975 | 1982 | 1990 | 1999 | 2006 | 2013 |
| Einwohner                  | 110  | 106  | 70   | 62   | 38   | 27   | 22   | 17   |
| Quellen: Cassini und INSEE |      |      |      |      |      |      |      |      |

## Sehenswürdigkeiten
- Kirche Saint-Blaise aus dem 12. Jahrhundert
- Seen

## Weblinks

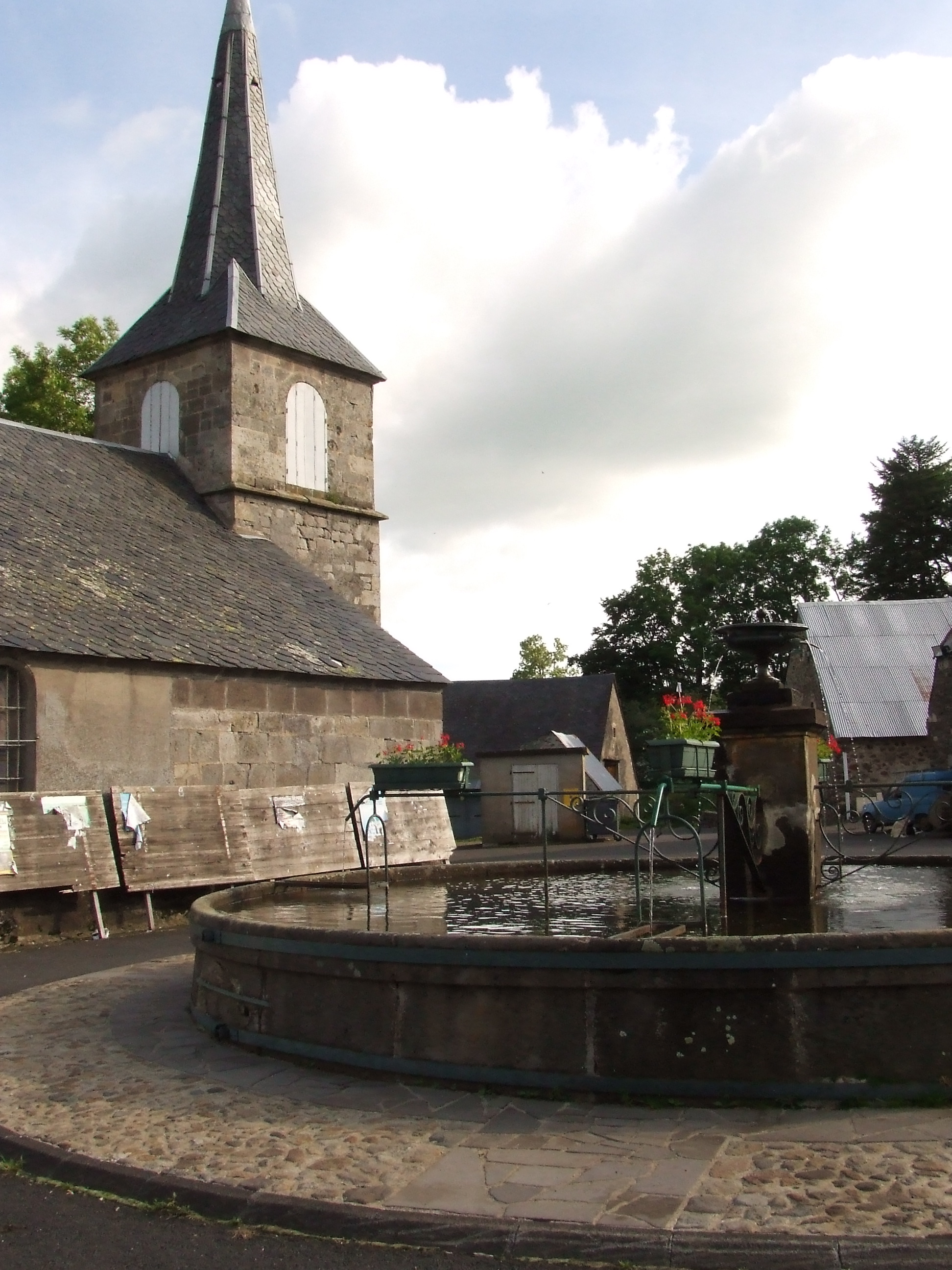
Kirche Saint-Blaise